# Salvador Garriga Polledo

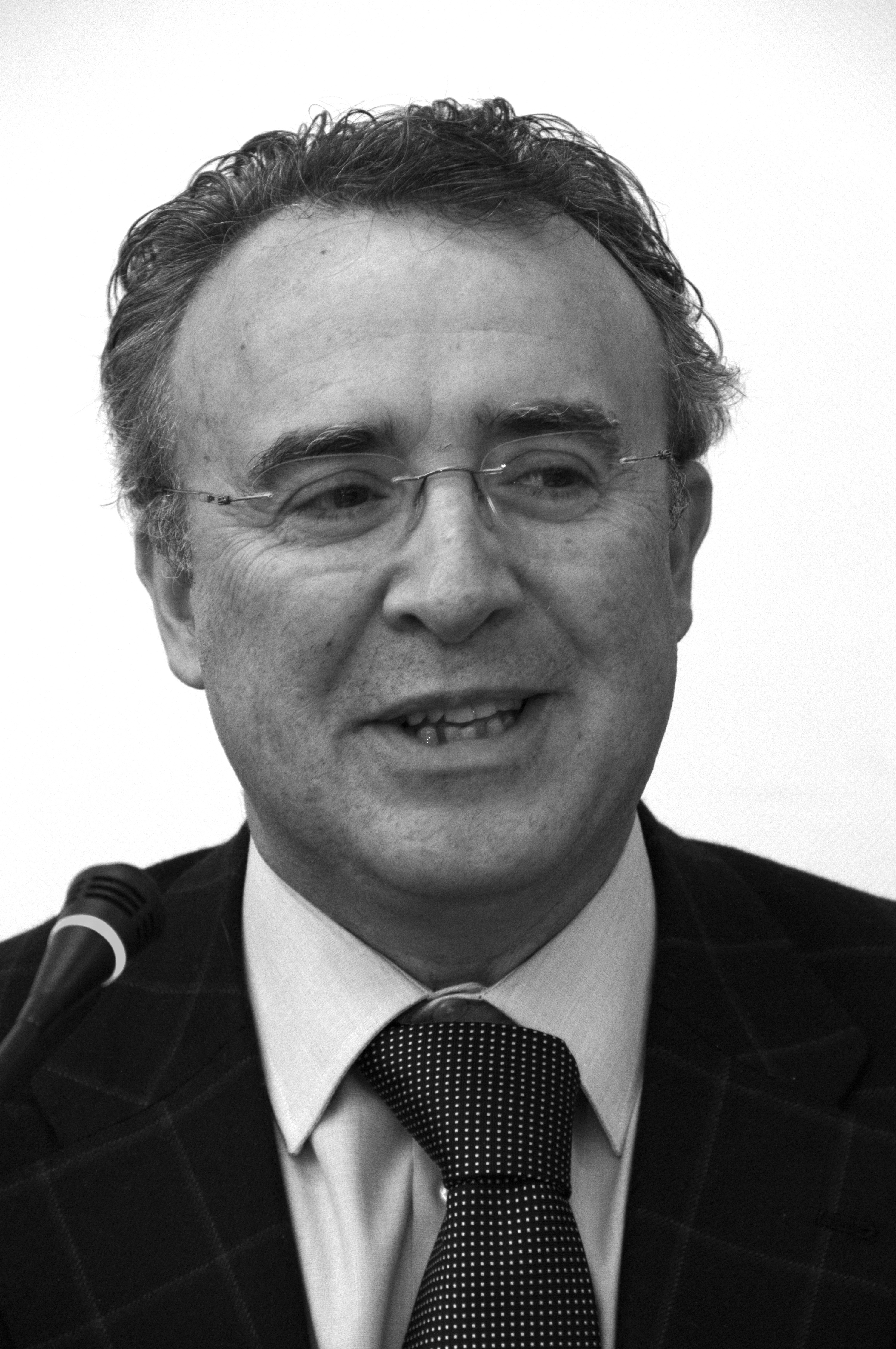
Salvador Garriga, 2013

Salvador Garriga Polledo (n. 6 august 1957, Gijón, provincia Asturia⁠(d), Spania) este un om politic spaniol membru al Parlamentului European în perioada 1999-2004 din partea Spaniei.
1. 1 2  Deputații în Parlamentul European
2. ↑   http://www.congreso.es/portal/page/portal/Congreso/Congreso/Diputados/BusqForm?_piref73_1333155_73_1333154_1333154.next_page=/wc/fichaDiputado?idDiputado=356&idLegislatura=4, accesat în 23 noiembrie 2017 Lipsește sau este vid: |title= (ajutor)